# Seznam tropov in figur
V pesniškem jeziku se uporabljajo stotine umetniških oblik izražanja, ki se imenujejo tropi in figure. Njih število ni določeno, saj se mnoge še odkrivajo v izrazoslovju klasičnih avtorjev. Najbolj znane in splošno uporabljene so sledeče:
| Slovensko ime            | Slovensko ime tujega izvora    | Razlaga | Primer |
| ------------------------ | ------------------------------ | --- | --- |
| Besedna igra             | paronomazija                   | besedna igra, ki nastane zaradi rabe besed z enako ali s podobno pisno ali zvočno podobo, vendar z različnim pomenom | |
| Besedni premik           | anastrofa                      | zamenjava običajnega mesta dveh sintaktično povezanih besed, po navadi na začetku ali na koncu stavka | Prešeren: Od nekdaj lepe so Ljubljanke slovele. |
| Besedni umik             | katafora                       | zaoblika se pojavi pred polnopomenskim izrazom | Gregorčič: In ti si edini še tukaj ostal, oj ptiček, od trume vesele? |
| Bistroumni nesmisel      | oksimoron                      | besedna zveza, sestavljena iz dveh logično-semantično nasprotujočih si izrazov | Zidar: črno mleko |
| Brezvezje                | asindeton                      | z opuščanjem veznikov zaznamovano nizanje istovrstnih besed, besednih zvez ali stavkov | Cezar: prišel, videl, zmagal |
| Dvojni pomenski prizvok  | diafora                        | ponovitev iste besede ali besedne zveze s pomensko spremenjenim odtenkom | Levstik: Kmet je kmet. |
| Enakoglasje              | anominacija                    | je ponavljanje besed z istim korenom in je nekakšno pomensko preobilje v jeziku | Kette: A jaz potujem pot ti negotov. |
| Enakovrstna skladnja     | izokolon                       | vsak izmed dveh ali več kolon (ritmična enota, večja od metruma in manjša od periode), ki se ujemajo v (približnem) številu zlogov in sintaktični členitvi (Pesnik najde pisan cvet, lahko čuje vsak šepet, kmalu vidi solzno sled.) | |
| Govorniško vprašanje     | retorično vprašanje in odgovor | retorično vprašanje, na katero vpraševalec ne pričakuje odgovora, ker je ta očiten (Kosovel: Komu je mar, poet, tvojih sanj, tvojih iskanj in tvojih spoznanj?); retorični odgovor sledi včasih retoričnemu vprašanju, ki pomen predmeta, o katerem pesnik govori, še bolj povzdigne | Župančič: Veš, poet, svoj dolg? Nimaš nič besed? Vem, o vem svoj dolg, v prsih tu me žge. |
| Istorečje                | tavtologija                    | zveza po navadi dveh besed iz iste besedne vrste s sorodnim pomenom, a z različno zvočno ali pisno obliko (Otrok je bil majhen in droben.) | |
| Iznenadenje              | paradoks                       | Izjava, ki se zdi nelogična. protislovna, nesmiselna in je v nasprotju z ustaljenim dojemanjem in pričakovanjem. | Kajuh: Biti mlad v teh težkih časih, to se pravi brez mladosti biti mlad. |
| Izpust                   | sinkopa                        | Opustitev samoglasnika med dvema soglasnikoma sredi besede. | Prešeren: Mokrócveteče rož'ce poezije. |
| Izpust                   | elipsa                         | Izpust kakega stavčnega člena ali celega stavka. | Gregorčič: Človeka [ustvariti] nikar! |
| Izpust                   | apokopa                        | Opuščanje končnega glasu ali zloga besede. | Prešeren: Je znala obljúbit’…/mladénče unémat’, bit staršim prijetna. |
| Izpust                   | afereza                        | Odvzetje, opustitev glasu ali zloga na začetku besede. | Prešeren: vse misli zvirajo ‘z ljubezni ene |
| Izražanje z zanikanjem   | paraleksa                      | zanikanje in istočasno potrjevanje | Ne rečem, da je narobe, a prav ni. |
| Kopičenje                | akumulacija                    | Zaporedno nizanje besed pred skupnim pojmom, ki jih povzema, za njim ali namesto njega; zaporedje sinonimnih oziroma podobnopomenskih besed. | Govekar: Sam je sedel med nakopičenimi škatljami, okviri, papirnatimi in platnenimi slikami -- med stoli, mizami, klopmi in posteljami -- med kmetiškimi kočemajkami, indrami, škrlaki, kožuhi, kučmami, ošpetlji in avbami. |
| Krožna poved             | epanalepsis                    | Ponovitev besede ali besedne skupine na začetku in koncu verza ali stavka. | Gorje ti, neusmiljeno ljudstvo, gorje! |
| Mnogovezje               | polisindeton                   | Nizanje istovrstnih besed, besednih zvez ali stavkov, ki so med sabo najpogosteje povezani z enakimi prirednimi vezniki. | Brvar: in teta Ani pravi zakaj pa ne / in gospa Darinka pravi malo na desno / in gospa Pletničarjeva pravi malo na levo / in dedek hodi sem in tja.                                                                          |
| Nagovor                  | apostrofa                      | Ogovor oseb, ki niso navzoče, pa tudi abtrakcij in stvari. | Župančič: Ne beži, ostani pri meni, / domovina, tesnó me okleni! |
| Namig                    | aluzija                        | Figura igrivega, posrednega sporočanja. Ne imenuje izrecno oseb, dogodkov, dejstev ali besedil, na katere se nanaša in za katere se predpostavlja, da so znani. Na implicitni sklop pomenov oz. referenco aluzija le namiguje z zbujanjem jezikovnih asociacij. | Prešeren: Le čevlje sodi naj Kopitar! |
| Nasprotje                | antiteza                       | Nasprotje dveh nasprotnih pojmov, povezanih v tesno sintaktično celoto. (če rečem - ne, reče ona - da; zjutraj in zvečer, podnevi in ponoči gode) | |
| Nasprotni pomen          | antifraza                      | Retorična figura, kjer se beseda ali fraza uporablja v nasprotnem smislu od njenega osnovnega pomena. Še posebej, če se pojem z izraža z zanikanjem nasprotnim pojmom, je podobna ironiji. | Ta človek je res pošten; torej je tat |
| Navidezni preskok        | pretericija                    | Trditev, da se iz določenih razlogov ne razpravlja o določenih predmetih ali temah, vendar pisec izpostavlja prav omenjene predmete ali teme; zato je pretericija podvrsta ironije. | Tavčar: Ni mi treba še posebej povedati, da mi je čepel na glavi obrabljen in zasvaljkan klobuček, in sicer s krivci, kakor pristoje hribolazcu.                                                                             |
| Navzkrižna povezava      | kjazmos                        | Retorična figura, pri kateri enega ali več stavkov skozi zamenjavo struktur povežemo med sabo z namenom, da se vzpostavi širši pomen; stavki tako razkrivajo obrnjen paralelizem. Pojem navzkrižne povezave na višji ravni, tj. ko je uporabljena v motivih, zasukih besednih zvez ali celotnih delov besedila, se imenuje kjazmosna struktura. Elementi preprostega kjazmosa so pogosto označeni z obliko A B B A, kjer črke zaznamujejo slovnične elemente, besede ali pomen. 'But O, what damned minutes tells he o'er/Who dotes, yet doubts; suspects, yet strongly loves.(Shakespeare, Othello 3.3): Dotes in strongly loves imata enak pomen in se enačita z doubts in suspects. (obrnjen pomen) Kjazmos se izraža tudi v obrnjenem redu slovničnih elementov v večstavčnih povedih: Poznavalsko je vodil in mi smo slepo sledili. (A – poznavalsko, B – vodil, A – slepo, B – sledili) | |
| Nedokazani besedni izvor | paretimologija                 | imena, ki se jim pripisuje izvor brez zgodovinskih virov (Ahil iz akhos = tegoba, zaradi bolesti ob prijateljevi smrti) | |
| Nedoločenost             | amfibolija                     | Retorična figura, ki izraža pomensko dvoumnost. Primer leksikalne amfibolije: prst kot del roke ali zemlja Primer sintaktične amfibolije: besedna igra Sin mojega učitelja, ki sem ga srečal. Lahko predstavlja srečanje z učiteljem ali njegovim sinom. | |
| Nemogočnost              | adinaton                       | Je literarni pojem antične retorike; oblika perifraze, ki s podobo opisuje nekaj nemogočega. (Lažje gre kamela skozi šivankino, kakor bogataš pride v Božje kraljestvo.) | |
| Neskladnost              | anakolut                       | Slovnično-retorična oznaka za jezikovni spodrsljaj ali nedosledno zgradbo stavka, npr. sintaktična neskladnost med začetkom in nadaljevanjem stavka. Gre za preskok, ki nastane, če kak miselni člen zlasti v daljšem stavku izpustimo. | On je tak, kaj naj ti rečem. |
| Notranja rima            | homotelevton                   | a) (tudi središčna rima) Rimane besede v sredi daljših verzov skozi kitico, medtem ko verzni konci niso rimani, npr. Prešernove Gazele. b) (tudi lomljena rima., okrepljena rima.) Besede v sredi verza, ki se rimajo med seboj in ne s tistimi na koncu verza. c) (tudi leoninska rima) Besede, ki se rimajo sredi verza s tistimi na koncu verza. d) Rimane besede na poljubnih mestih znotraj verza, npr. brezupni koraki / ne vedó, kam gredó. | |
| Obrnjen besedni red      | inverzija                      | Je najpogostejša sintaktična figura. Gre za golo spremembo besednega reda, kakršen je po slovnici predviden kot običajen. (Cankar: Francka je spravila desetico in sredi nemira in hlastanja jo je izprletelo sladko ... (namesto: jo je sladko spreletelo)) | |
| Odmor (pavza)            | Cezura (zareza)                | a) Pretežno stalna pavza v verzu. b) V kvantitativnem akcentuacijskem stalna zareza v stopico (beseda se konča sredi stopice) na določenem mestu; moška cezura po dolgem oz. naglašenem zlogu (pentemimereza), ženska cezura po kratkem oz. nenaglašenem zlogu v tretjem daktilu (katá tríton troháion). c) V akcentuacijskem verzu in silabičnem verzu, ki ne pozna stopic, pavza po določenem zlogu. | |
| Odmor (pavza)            | Diereza (razloka)              | Pavza v verzu na meji med stopicama, konec besede se ujema s koncem stopice. | |
| Olepševanje              | evfemizem                      | Izraz, ki zastre, omili ali olepša drug, neprijeten, moralno ali družbeno spotakljiv, zlovešč ali tabujski izraz. Lahko je metafora, npr. jesen življenja namesto starost ali metonimija, npr. z nekom spati namesto z nekom imeti spolne odnose. | Abraham: »Položi roko pod moja ledja.« (= pod moje spolovilo) |
| Opisovanje               | perifraza                      | Oris kakega pojma, reči, osebe, lastnosti ali dejanja z več besedami. | Prešeren: … svétla zarja zlati z rumen'mi žarki glavo trojno snežnikov kranjskih siv'ga poglavarja (= Triglav) / Cankar: črna dekla božja (= smrt) / Rudi Šeligo: črna naprava s številkami in tuljavo (= telefon)           |
| Ozmerjanje               | invektiva                      | vrsta nagovora, ki osebo ali predmet obtožuje ali mu kaj očita | Stritar: Vi hočete mi biti kristijani?... Fanatiki ste vi! |
| Podobna beseda           | paronimija                     | zamenjava dveh podobnih besed, navadno kot šala (Potoval je čez Fosfor in Karamele namesto Bospor in Dardanele) | |
| Podrobnejši opis         | epanodos                       | ponoviti besedo in jo razložiti (Stopil sem v hišo, hišo svojih dedov in pradedov.) | |
| Podrobni opis            | hipotipoza                     | hipotipoza oziroma figura, ki predstavlja dogodek, kakor da se dogaja pred govorečim (Govorijo o tem; pride soseda, pa ji govorijo o tem; mimoidoči prisluhne in steče naprej pripovedovat drugim.) | |
| Posmeh                   | ironija                        | posmeh, ki ga ustvarja raba nasprotnega izraza namesto pravega (Ah, ona joka, sirotica; vidite, torej sem jaz kriv.) | |
| Pogrdenje                | disfemizem                     | zamenjava imena s psovko, ki pozneje dobi pozitiven prizvok (deseti brat, psovka za zadnjega pri hiši, je po Jurčiču dobila pomen premetenega in poštenega človeka) | |
| Polni stik               | rima                           | polni zvočni stik, zvočno ujemanje zadnjih, vendar tudi vmesnih besed v verzu - od zadnjega poudarjenga vokala naprej | Kette: Aj, ta lepa krčmarica, kak je gladka, kak je sladka, ona ima bujne grudi, ona ima dva podbradka. |
| Pomenska skladnja        | sileksa, ad senzum             | dvojni smisel, enkrat dobesedni in drugič preneseni (Hiša je polna pohištva in spominov.) | |
| Pomenski popravek        | epanortoza                     | popravek ali celo preklic besede za poglobitev pomena (Prinesel ji je bogato darilo, ali bolje rečeno svoj izraz kesanja.) | |
| Ponavljanje              | geminacija                     | Zaporedna ponovitev iste besede ali besedne zveze na poljubnem mestu, povečini na začetku verza. | Strniša: Mesec sveti, mesec sveti |
| Ponavljanje              | iteracija                      | Na poljubnem mestu ponovljena ista beseda ali besedna zveza; npr. anadiploza, anafora, epanalepsis, epifora, geminacija. | |
| Ponavljanje              | anafora                        | Ponovitev iste besede ali besedne skupine na začetku več zaporednih stavkov ali delov stavka. | Kosovel: ko da umira moja mati,/ko da kliče me moj oče |
| Ponavljanje              | epifora                        | Ponovitev iste besede ali besedne skupine na koncu več zaporednih stavkov ali verzov. | Vodnik: Biba leze, bivol ni;/tovor nese, osel ni |
| Ponavljanje              | anadiploza                     | Zadnji člen kake stavčne ali verzne enote se ponovi na začetku naslednje take enote. | Gregorčič: Mar veš, da tečeš tik grobov,/grobov slovenskega domovja? |
| Ponavljanje              | epanalepsis                    | Ponovitev kake besede ali besedne zveze z začetka stavka oz. verza na njegoven koncu. | Aškerc: Stoji tam gradič bel, stoji. |
| Popredmetenje            | hipostaza                      | Popredmetenje kake lastnosti, misli ali pojma. | |
| Poosebitev               | personifikacija                | Počlovečenje abstraktov, reči, naravnih pojavov, mdr. antropomorfizem. | Murn: tiho, tiho, dalje sanja noč z bleščečimi očmi. |
| Protiprimera             | katahreza                      | Druženje besed s pomeni, ki sploh niso združljivi, primer: Zob časa, ki je posušil že toliko solz, bo tudi te rane zarasel s travo. V leksikonih najdemo: Jezikovni izraz, nastal iz nuje, ker ni drugega ustreznega (Literatura). Metafora v sili, kadar za nek pojem ne obstaja ime in govornik uporabi slikovit (metaforična katahreza) ali prenesen (metonimijska katahreza) izraz (Rečnik književnih termina). | |
| Predstavljanje           | prolepsa (flash-forward)       | Vnaprejšnja zavrnitev morebitnega ugovora. | |
| Preimenovanje            | metonimija                     | Oznaka za jezikovno-stilno tvorbo, ki je podobna metafori in v širšem smislu spada v okvir metaforike, saj gre prav tako za neobičajne besedne zveze s pomočjo pomenskega prenosa. Nastane, kadar kako besedo zamenjamo z drugo, tj. kadar označimo pojav z imenom za pojav, ki je z njim v stvarni, vzročni ali prostorski zvezi, ne pa samo v razmerju logične podobnosti, kot je značilno za metaforo. | Prešeren: Ne ljubci bit napoti, sem v strupu smrt si pil. |
| Verzni prestop           | enžambma (enjambement)         | Preskok sintaktično-semantične meje preko meje verza v naslednji verz; preskok iz zadnjega verza kitice v prvi verz naslednje je kitični e. | Gradnik: Že mesece sem tu na dnu te jame/črne. Kod o, kod si hodil, dragi,/da nisi mislil več in vedel zame? |
| Preobilje                | pleonazem                      | Zveza dveh ali več pomensko sorodnih besed iz različnih besednih vrst (črni vranec). | |
| Pretiravanje             | hiperbola                      | Retorična figura, ki izraža pretiravanje; že po naravi predvideva neko osnovno stopnjo, od katere se primerjalno pretirava. | Prešeren: Kri po Kranji, Korotani / prelita, napolnila bi jezéro. |
| Primera                  | komparacija, similituda        | Kratka ali razširjena primerjava kakega pojava z drugim, pri čemer mora obstajati med njima neka podobnost. Primerjana in primerjalna beseda se povežeta s primerjalnim veznikom ko, kot, kakor. | Golia: In bolj divjala je kot stekel pes. |
| Pripev                   | refren                         | Verzi, ki se redno ponavljajo na koncu kitic. | |
| Prispodoba               | alegorija                      | Predstavljanje pojmovno-idejnega sveta s pomočjo konkretnih podob, likov, prizorov; pri tem pomen podobe ni jasen iz nje same ali vsaj prosojen (kot pri simbolu), je brez lastnega življenja, razumljiv samo iz pojma, ki ga predstavlja. | Horac: ladja v viharju |
| Samoglasniški stik       | asonanca                       | Ujemanje samoglasnikov v dveh ali več besedah od zadnjega naglašenega zloga dalje; lahko čez cel verz, včasih pa samo v zaključnih besedah posameznih verzov. | Gregorčič: Krog mene stene večne ječe. |
| Sestavljena metafora     | metalepsa                      | Več metaforičnih prehodov (V banko sem položil vse svoje zlato – zlato namesto zlatnik, nato zlatnik namesto denar). | |
| Skromnost                | litota                         | Zmanjševanje pomena besede tako, da jo izraža z njenim zanikanjem (ne malo mišljeno veliko). | |
| Skupna vez               | zevgma                         | Ena izmed retoričnih figur; konstrukcija, v kateri en glagol veže več prirednih, vendar raznorodnih reči; vrsta elipse. | Zajc: Postavili so katedralo iz kamenja in svojih misli. / Zidar: Pod kolesi je hrstel pesek in v ljudeh sovraštvo. / Pregovor: Laže je držati dolg govor kot eno samo besedo.                                               |
| Skupni zaključek         | dialaga                        | (gr. diallage razlika, menjava mišljenja, pomirjenje, zveza) Retorična figura, pri kateri preučimo vse razloge (argumente) z različnih stališč in jih nato obrnemo v eno samo stališče. (Pozno je bilo in nisem imel denarja, pa nisem šel v kino.) | |
| Slabljenje               | antiklimaks                    | Ena izmed retoričnih figur; nizanje besed ali stavkov, katerih moč ali pomembnost postopno upada. | Smole: Ta naša krogla, ta naš globus, ta naša drobna žoga. |
| Sličnoglasje             | onomatopoija                   | Vrsta neologizma; beseda ali besedna zveza, katere glasovna podoba posnema zvočni pojav stvari, npr. pingpong – namizni tenis, mukanje krav, sikanje kač. V literaturi npr. plenk! – kot za šalo v šipe zažvenklja ... (Župančič); glas vrane, ki kraka kra, kra, kra (Šeligo). | |
| Slovnični preskok        | enalaga, hipalaga              | Ena izmed retoričnih figur; sintaktična prestavitev pridevnika od samostalnika, h kateremu logično pripada, k drugemu samostalniku ali glagolu, s katerim ustvari zvezo, ki je sicer razumljiva, a logično dvomljiva. | Kocbek: Predmeti starodavno spijo / Kovič: zeleni veter mladih šib / Jančar: kovinski hropljaj zvonca |
| Soglasniški stik         | aliteracija                    | Ponavljanje enakih soglasnikov, soglasniških skupin - v nekaterih jezikih, na primer v nemškem, tudi samoglasnikov - na začetku besed, predvsem na začetku poudarjenih korenskih zlogov. Pojmovanje aliteracije je od jezika do jezika različno, ker vsak drugače zaznava sorodnost soglasniških skupin. | |
| Soobčutje                | sinestezija                    | V jez. izrazu izvedeno zlitje več raznovrstnih občutkov, npr. sluha in vida; pogosta je v pogovornem jeziku, mdr. strupeno zeleno, tople barve, visoki toni. | Kovič: Ura bije zelene zvoke |
| Sovzprejetje             | sinekdoha                      | Ena izmed retoričnih figur; beseda ali besedna zveza, ki nadomesti drugo besedo ali besedno zvezo v okviru pomenske zveze, ki je količinske narave. Npr. del – celota, vrsta – rod, ednina – množina. | Cankar: Narod si bo pisal sodbo sam, ne frak mu je ne bo in ne talar. |
| Stalno reklo             | fraza                          | Stalna besedna zveza, reklo, rečenica, prazna beseda. | |
| Stopnjevanje             | gradacija                      | Nizanje besed, besednih zvez ali stavkov, ki prehajajo z nižje stopnje teže, moči ali pomena na višjo (klimaks), ali z višje na nižjo stopnjo (antiklimaks). | Aškerc: In žena zravna se, glej, veča se, rase, ves čoln že je skoraj je poln. |
| Okrasni pridevek         | epiteton ornans                | Pridevnik ali prislov, ki se dodaja kakšnemu samostalniku v natančnejšo opredelitev, nezamenljivost, nazornost. (bela cesta, bridka sablja) | |
| Prestavitev              | hiperbaton                     | Razdružitev dveh sintaktično tesno povezanih besed z vstavitjo ene ali več besed. | Minatti: Čakam kot to drevo, s tremi listki v vrhu, žoltimi. |
| Vrivek                   | parenteza                      | Sintaktični vstavek oz. del stavka ali stavek, vrinjen v osnovni stavek. | Lipuš: Posedel je na klopi in poslonel ob topolu, tako si mislim, zamenjal topol s kostanjem, križišče s semaforom, jarek z izložbo.                                                                                         |
| Vzklik                   | eksklamacija                   | Vzklik, tudi v obliki daljšega stavka, ki izraža močnejše čustvene doživljaje. | Prešeren: Manj strašna noč je v črne zemlje krili, kot so pod svetlim soncem sužnji dnovi! |
| Vzporedje                | paralelizem                    | Zaporedje enako ali podobno grajenih stavkov ali delov stavka, ki se pomensko dopolnjujejo. Izražanje kake misli s podobnimi, vendar drugačnimi pojmi. | Novy: in ogenj med drevesi in ogenj sred srca, strasti plamteči plesi, plamteči spev duha |
| Zamenjava imena          | antonomazija                   | Osebno ime porabimo za splošno označitev. (poldrugi Martin = prismuk) | |
| Zamolk                   | aposiopeza                     | Opustitev konca stavka, prekinitev začete misli, ki pa je kljub temu razvidna. | Cankar: Gornik: »Reč je sicer delikatna, ali to nič ne de; čim prej je pri kraju, tem boljše je. Torej--« |
| Poudarek                 | emfaza                         | Sredstvo poudarjanja oz. stopnjevanja. Zanos, s katerim posebno močno poudarimo v stavku kako besedo. | |
| Enakosklonskost          | homoioptoton                   | Antična retorična figura. Izglasja več zaporednih besed, stavkov se ujemajo v slovničnem sklonu. | |
| Zgodovinski premik       | histeron proteron              | prej se omeni, kar se je zgodilo pozneje (Komarji so nas kar naprej pikali in obletavali.) | |
| Znamenje                 | simbol                         | | |